# Кунгур
Кунгур (на руски: Кунгур) е град, административен център на Кунгурски район, Пермски край. Населението му към 1 януари 2018 година е 65 690 души.